# Vasvári Anna
Vasvári Anna (Budapest, 1923. március 18. – Budapest, 1990. október 7.) Munkácsy-díjas magyar karikaturista, divattervező.  

## Életpályája
Az Iparrajziskolában tanult, pályáját divattervezőként kezdte, elsősorban azonban karikaturistaként ismert. Rajzai 1947-től jelentek meg a Ludas Matyi című szatirikus lapban. Magáról mesélte: 

„...Divattervezőnek készültem és karikaturista lett belőlem...épp akkor akartam divattervező lenni, amikor se pénz, se posztó nem volt hozzá: 1945-ben... az emberek épp csak, hogy feljöttek a pincéből, kisebb gondjuk is nagyobb volt a divatnál...Elmentem mindenesnek a Szabadság szerkesztőségébe. Ha kellett, rajzoltam, ha kellett, két ujjal vertem az írógépet, üzeneteket továbbítottam, kefelevonatokat korrigáltam. És állandóan firkáltam, amint egy papírfecni a kezem ügyébe akadt. Gábor Andor akkoriban jött haza az emigrációból, és bár egyelőre itt dolgozott, már tudta, hogy rövidesen megalakul a Ludas Matyi szerkesztősége. Egyszer megállt a hátam mögött, és azt kérdezte: "Mondja, kislány, nem akar maga karikaturista lenni?"...Továbbra is a divatszakmában tervezgettem a jövőmet. Különböző lapok közölték a rajzaimat, s ahogy javult a helyzet, úgy láttam egyre több fantáziát a divattervezésben. Azért a bogár benne volt a fülemben, mert amikor Gábor Andor vezetésével megszületett a Ludas Matyi, egy-egy rajzomat mégiscsak beküldtem. Később a kapcsolatom szorosabbá vált, de 1949-ig csak szerződéses rajzolóként dolgoztam a lapnak. Végre aztán belső munkatárs lettem...”

A „női dolgokat” karikírozta, ebből a témakörből önálló könyvei is jelentek meg. Munkásságát 1974-ben Munkácsy-díjjal ismerték el. Műveiből 2008 decemberében nyílt kiállítás a kArton Galériában Divat és Seduxen címmel.
A magánéletben Gombó Pál újságíró felesége volt.

## Fő művei
- Női dolgok (karikatúrák, I köt., Bp., 1957; II köt., Bp., 1961)
- Das ewig Weibliche (Berlin, 1959., 1968)
- Strange are the ways, Woman! (Bp., 1958)
- Wo sind meine Wimpern? (karikatúrák, Berlin-Bp., 1975, 1980)